# Gotlandslinjen

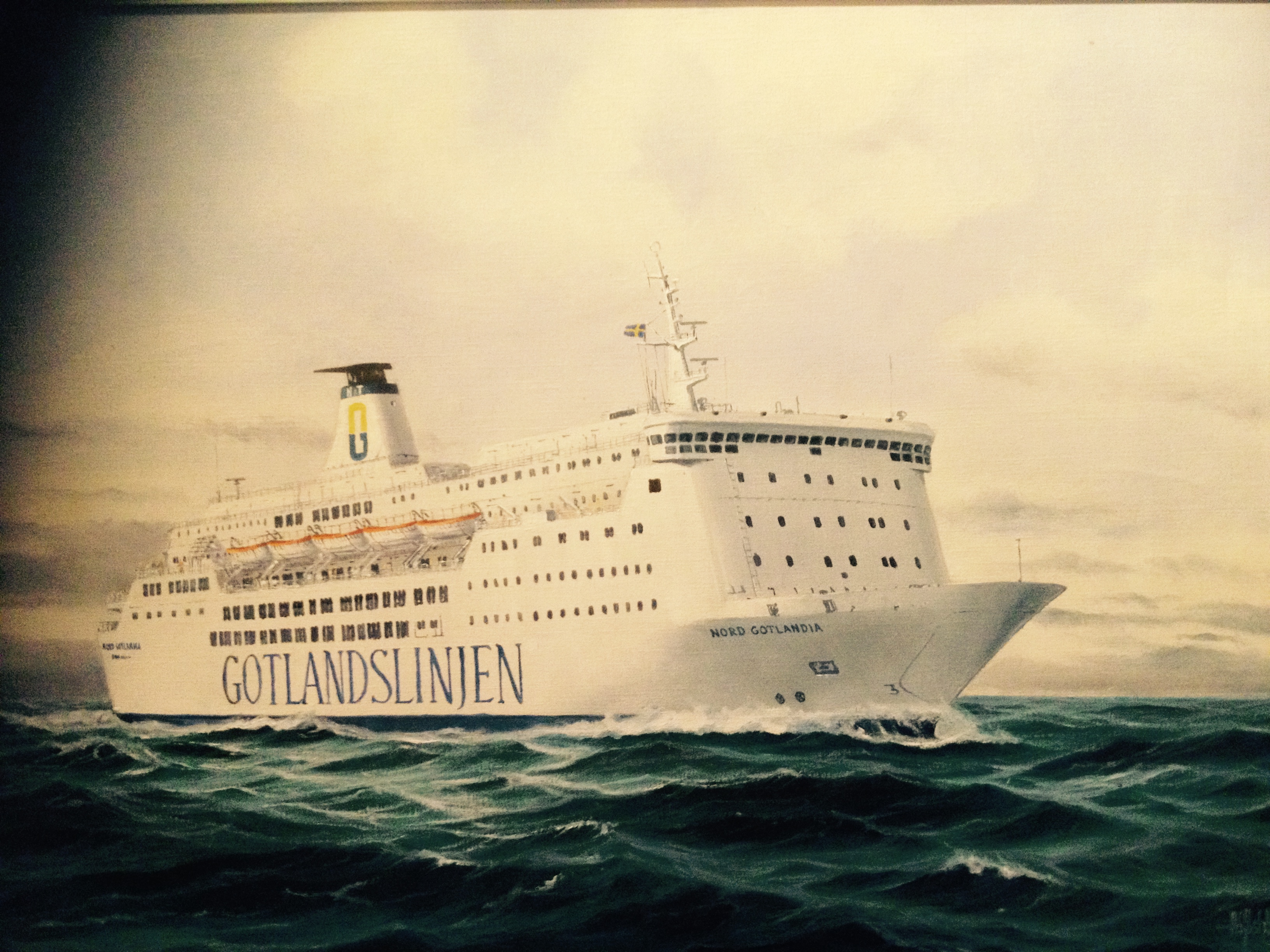
Målning av Gotlandslinjens M/S Nord Gotlandia på Sjöhistoriska museet.

Gotlandslinjen var ett dotterbolag till rederiet Nordström & Thulin AB som vann trafiken mellan Gotland och fastlandet från 1988. Rederiet drev trafiken fram till 1997 då Rederi AB Gotland återigen vann tillbaka trafiken med nyskapade dotterbolaget Destination Gotland.
År 1994 hade Gotlandslinjen 330 000 resenärer.
Gotlandslinjen hade två stora passagerarfärjor M/S Graip och M/S Nord Gotlandia samt M/S Nord Neptunus. Första året chartrades dock M/S Visby av Gotlandsbolaget. Gotlandslinjen var först med att prova katamaraner på denna sträckan. Den första katamaranen M/S Vindile visade sig dock vara för liten på grund av att sjön rullade kraftigt. Senare provade Gotlandslinjen en större katamaran, HSC Patricia Olivia, där det föll ut ett väldigt bra resultat. Restiden förkortades med ett par timmar vilket gotlänningarna kunde glädjas åt.